# Eurya cerasifolia
Eurya cerasifolia är en tvåhjärtbladig växtart som först beskrevs av David Don, och fick sitt nu gällande namn av Clarence Emmeren Kobuski. Eurya cerasifolia ingår i släktet Eurya och familjen Pentaphylacaceae. Inga underarter finns listade i Catalogue of Life.